# 2785 Sedov
2785 Sedov eller 1978 QN2 är en asteroid i huvudbältet som upptäcktes den 31 augusti 1978 av den rysk-sovjetiske astronomen Nikolaj Tjernych vid Krims astrofysiska observatorium på Krim. Den har fått sitt namn efter Georgy Sedov.
Asteroiden har en diameter på ungefär 9 kilometer och den tillhör asteroidgruppen Koronis.